# IA-32
IA-32 (скорочення від «Intel Architecture, 32-bit», інколи також відомий як i386 — 32-бітний варіант набору процесорних інструкцій x86, спроектований компанією Intel і вперше реалізований у вигляді мікропроцесора Intel 80386 1985 року. IA-32 є першою «інкарнацією» x86, що підтримує «чисте» 32-розрядне програмування; як результат, термін «IA-32» може застосовуватися до всіх версій x86, що підтримують 32-розрядні обчислення.
У опціях багатьох компіляторів мов програмування IA-32 досі інколи позначається як «архітектура i386». У деяких інших контекстах для IA-32 використовуються синоніми i486, i586 або i686 щодо надмножин, реалізованих у відповідних мікроархітектурах (486, P5, P6), що мають доповнення до базової 32-розрядної архітектури IA-32 (такі, як підтримка рухомої коми або MMX).
Історично фірма Intel була найбільшим виробником процесорів IA-32; другим за обсягом виробництва була AMD. У 1990-х роках такі процесори виробляли також VIA Technologies, Transmeta, Centaur та деякі інші фірми. У 21-му столітті Intel деякий час продовжувала виробництво процесорів IA-32 у рамках мікроконтролерної платформи Intel Quark. Втім, у 2010-х роках більшість виробників (включно з Intel) перейшли до виробництва майже винятково процесорів 64-розрядної архітектури x86-64.
Станом на 2018 рік версії операційних систем для IA-32 все ще існують (наприклад, Microsoft Windows або Ubuntu Linux).

## Архітектурні особливості
Основною визначною характеристикою архітектури IA-32 є наявність 32-розрядних регістрів загального призначення (таких, як EAX або EBX), 32-розрядні арифметичні та логічні операції 32-розрядні зміщення у сегменті (у захищеному або «нереальному» режимі роботи процесора), а також трансляція сегментованих адрес у 32-розрядні лінійні адреси.
Проектувальники i386, користуючись нагодою, імплементували також і інші корисні нововведення, зокрема:
- Узагальнені режими адресування: будь-який регістр загального призначення може використовуватися як базовий, і будь-який крім ESP може бути індексним регістром при зверненні до пам'яті. Значення індексного регістру можна помножити на 1, 2, 4 або 8 перед додаванням до базового регістра (і, опційно, зміщення (англ. displacement)).
- Додаткові сегментні регістри (FS і GS).
- Збільшений адресний простір для віртуальних адрес (48 біт, що отримуються складанням 16-розрядного номера сегмента з 32-розрядним зміщенням). Після обчислення сегментної адреси вона відображується на 32-розрядну лінійну.
- Механізм підкачування сторінок з 32-розрядними або 36-розрядними (у пізніших процесорах) фізичними адресами пам'яті.

## Режими роботи
| Режим роботи      | Операційна система                                                             | Тип коду, що може запускатися      | Розмір адреси (за замовчуванням) | Розмір операндів (за замовчуванням) | Типова ширина регістрів процесора загального призначення |
| ----------------- | ------------------------------------------------------------------------------ | ---------------------------------- | -------------------------------- | ----------------------------------- | -------------------------------------------------------- |
| Захищений         | 32-розрядна ОС або завантажник                                                 | 32-розрядний код                   | 32 біт                           | 32 біт                              | 32 біт                                                   |
| Захищений         | 16-розрядна ОС захищеного режиму або завантажник, або 32-розрядний завантажник | 16-розрядний код захищеного режиму | 16 біт                           | 16 біт                              | 16 або 32 біт                                            |
| Virtual 8086 mode | 16- або 32-розрядна ОС захищеного режиму                                       | 16-розрядний код реального режиму  | 16 біт                           | 16 біт                              | 16 або 32 біт                                            |
| Реальний          | 16-розрядна ОС реального режиму або завантажник, або 32-розрядний завантажник  | 16-розрядний код реального режиму  | 16 біт                           | 16 біт                              | 16 або 32 біт                                            |